# Ticketbleed
Ticketbleed es una vulnerabilidad de software en el stack TLS de algunos productos F5 que permiten a un atacante remoto extraer hasta 31 bytes de memoria sin inicializar, los cuales pueden contener cualquier clase de información aleatoria sensible , como en Heartbleed.
Ticketbleed está registrado en la base de datos de Vulnerabilidades Comunes y Exposiciones como CVE-2016-9244
La revelación responsable de este problema se le acredita al ingeniero de criptografía Filippo Valsorda de Cloudflare.